# Тропа Ницше
Тропа Ницше (фр. Chemin de Nietzsche) — пешеходная тропа на Средиземноморском побережье Франции в коммуне Эз. Тропа соединяет расположенный у моря район Эз-сюр-Мер с исторической частью Эз, находящейся на вершине 400-метровой горы.
Фридрих Ницше во время своего пребывания в Эз совершал прогулки по этому маршруту, что и дало название тропе.
Тропа популярна среди туристов, благодаря открывающимся с неё живописным видам на морское побережье и на окружающие тропу горы. Подъём по тропе занимает около 1,5 часов.